# Landfriedensbünde der Schweiz
Die Landfriedensbünde der Schweiz waren Friedensvereinbarungen, die die Beendigung von Konflikten in der Alten Eidgenossenschaft erreichten. Sie entstanden mehrheitlich erst in der Zeit der Reformation und der Konfessionalisierung. Wegen der heftigen Auseinandersetzungen wurden diese notwendig, um die Einheit der Eidgenossenschaft zu schützen.

## Eidgenossenschaft
In der Schweiz werden die vier Friedensschlüsse, mit denen die innereidgenössischen  Religionskriege von 1529, 1531, 1656 und 1712 beendet wurden, als Landfrieden oder Landfriedensbündnisse bezeichnet. Schon die Historiker des 16. Jahrhunderts, wie Heinrich Bullinger, Johannes Stumpf oder Johannes Salat haben diesen Begriff vor allem für den Vertrag selber verwendet. Der «Landfrieden» war ihrer Ansicht nach auch das geographische Gebiet und gleichzeitig der zugehörige Rechtszustand. Die entstandenen vier Verträge haben die Rechtslage ergänzt und modernisiert, die als Basis durch die Bundesbriefe vorgegeben waren und beeinflussten so die Eidgenossenschaft von der Reformation bis zur Helvetischen Revolution.

### Landfriedensverträge
- 1. Landfrieden (1529)
- 2. Landfrieden (1531)
- 3. Landfrieden (1656)
- 4. Landfrieden (1712)

## Landfriedensordnung in den Drei Bünden
Im 14. Jahrhundert begann in Rätien das kommunale Zeitalter, als die Bauern anfingen über ihre örtlichen Angelegenheiten hinaus politischen Einfluss zu nehmen und um durch freiwillige Übereinkünfte unter mehr oder weniger gleichgestellten Partnern eine friedliche Ordnung herstellen zu können. Die Gemeinden begannen Bündnisse untereinander und den lokalen Adelsfamilien einzugehen. Die meisten Lokaladeligen waren zu arm, um Söldner aufzubieten und so waren die bewaffneten lokalen Bauern die einzige verfügbare Militärmacht. Die Gemeinden schlossen auch zunehmend Bündnisse ohne die Herren, wie zum Beispiel 1396 die bischöflichen Herrschaftsleute der Gegend mit den Untertanen der Grafen von Werdenberg.
1424 hatten sich vierzehn Gemeinden mit drei Hauptherren in einer Landfriedensordnung zum Grauen Bund  zusammengeschlossen, um sich gegenseitig zu schützen, die Strassen sicher zu halten, freien Handel zu gewähren und gemeinsames Recht zu schaffen. Schon 1395 hatten die Feudalherren der Gegend beschlossen, Streitigkeiten einem Schiedsgericht zu unterbreiten, anstatt ihre verheerenden Fehden weiter zu führen.
Von 1350 bis 1450 entwickelten sich in Rätien auf der Grundlage eines Netzes von kommunalen Bündnissen der Graue Bund (Ligia Grischa), der Gotteshausbund (Chadè) und der Zehngerichtebund. Nach 1450 verbanden sie sich zum Territorialstaat der Drei Bünde, der koordiniertes Handeln im diplomatischen und militärischen Umfeld des späten 15. Jahrhunderts ermöglichte.